# Chrysosplenium woroschilovii
Chrysosplenium woroschilovii är en stenbräckeväxtart som beskrevs av T.I. Netsaeva. Chrysosplenium woroschilovii ingår i släktet gullpudror, och familjen stenbräckeväxter. Inga underarter finns listade i Catalogue of Life.